# Garuda Indonesia
Garuda Indonesia je vlajková letecká společnost Indonésie. Sídlí na mezinárodním letišti Sukarno-Hatta v Jakartě. Byla založena v roce 1949 pod názvem KLM Interinsulair Bedrijf, dříve se také nazývala Garuda Indonesian Airways. V roce 2016 měla 60 domácích a 73 mezinárodních destinací, v letce 143 letadel včetně Airbusů A330, Boeingů 777 nebo Boeing 747. Od roku 2012 je členem letecké aliance SkyTeam.
V roce 2014 byla oceněna společností Skytrax jako pětihvězdičková aerolinie.

## Současná flotila

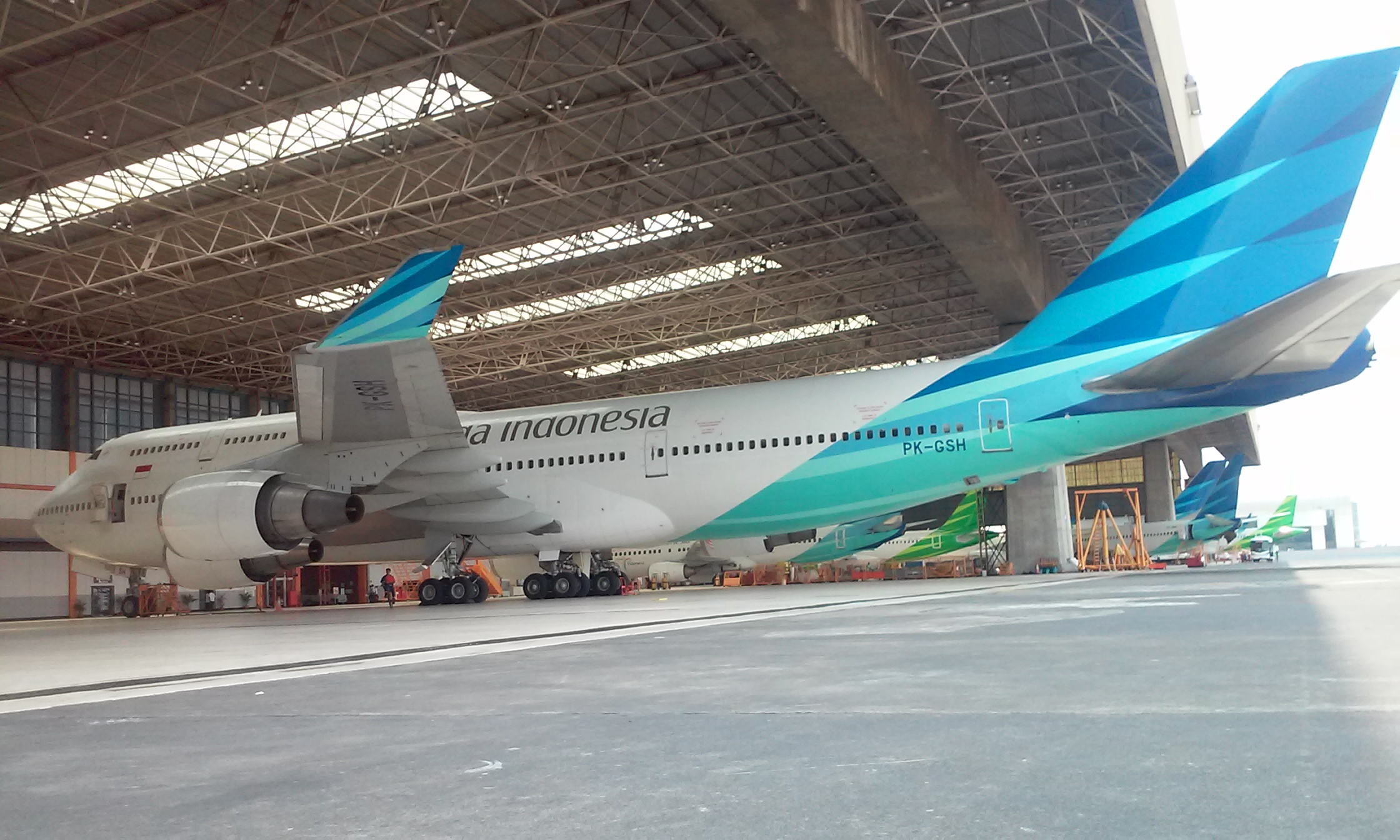
Boeing 747-400 společnosti Garuda Indonesia, 2015

K roku 2020 se flotila Garuda Indonesia skládala z následujících letounů:[zdroj?]
| Letoun                         | V provozu | Objednávky | Kapacita | Kapacita | Kapacita | Kapacita | Poznámka |
| Letoun                         | V provozu | Objednávky | F        | B        | E        | Celkem   | Poznámka |
| ------------------------------ | --------- | ---------- | -------- | -------- | -------- | -------- | -------- |
| Airbus A330-200                | 7         | —          | —        | 36       | 186      | 222      |          |
| Airbus A330-300                | 17        | —          | —        | —        | 360      | 360      |          |
| Airbus A330-300                | 17        | —          | —        | 36       | 215      | 251      |          |
| Airbus A330-300                | 17        | —          | —        | 24       | 263      | 287      |          |
| Airbus A330-900neo             | 3         | 11         | —        | 24       | 277      | 301      |          |
| ATR 72-600                     | 13        | —          | —        | —        | 70       | 70       |          |
| Boeing 737-800                 | 73        | —          | —        | 12       | 150      | 162      |          |
| Boeing 737 MAX 8               | 1         | —          | —        | 8        | 162      | 170      |          |
| Boeing 777-300ER               | 10        | —          | 4        | 8        | 352      | 366      |          |
| Boeing 777-300ER               | 10        | —          | —        | 26       | 367      | 393      |          |
| Bombardier CRJ1000             | 18        | —          | —        | 12       | 84       | 96       |          |
| Flotila Cargo Garuda Indonesia |           |            |          |          |          |          |          |
| Airbus A330-200F               | —         | 1          |          |          |          |          |          |
| Boeing 737-500F                | 2         | —          |          |          |          |          |          |
| Boeing 737-800BCF              | —         | 2          |          |          |          |          |          |
| Total                          | 144       | 14         |          |          |          |          |          |